# Precotto
Precotto – stacja metra w Mediolanie, na linii M1. Znajduje się na Piazza Precotto, w centrum dzielnicy Precotto, w Mediolanie. Położona jest pomiędzy stacjami Villa San Giovanni a Gorla. Została otwarta w 1964.